# ISO 3166-2:CS
ISO 3166-2:CS
この記事は、ISOのISO 3166-2規格のうち、CSで始まるものである。セルビア・モンテネグロの行政区分のコードであった。ISO 3166-1（ISO 3166-1 alpha-2）では、セルビア・モンテネグロには国名コードCSが割り当てられていた。2006年にセルビア・モンテネグロが解体したことにより、セルビアには国名コードRSが、モンテネグロには国名コードMEが割り当てられた。
CSがISO 3166-2規格が制定される前の1993年に、解体したチェコスロバキアの国名コードとして使われていた。